# Пристав Світлана
Світла́на Приста́в — українська парна фігуристка.

## З життєпису
Змагаючись із В'ячеславом Ткаченком за СРСР, на початку 1990-х років стала триразовою призеркою світу серед юніорів.
Пізніше пара представляла Україну. Брали участь у трьох чемпіонатах ISU для старшого рівня, посівши 10-те місце на чемпіонаті Європи 1993 року в Гельсінкі, 13-те місце на чемпіонаті світу 1993 року в Празі і 14-те місце на чемпіонаті Європи 1994 в Копенгагені.